# أركوض نيبالي
الأركوض النيبالي نوع نباتي يتبع جنس الأركوض من الفصيلة البقولية.